# Фабіо Ґарбарі
Фабіо Ґарбарі (1937) — італійський ботанік, який отримав ступінь біологічних наук Пізанського університету в 1958 році. 
У 2000—2002 роках був професором кафедри ботанічних наук (Dipartimento di Scienze Botaniche) Пізанського університету. У 2019 році він був нагороджений Пам'ятною медаллю Війча від Королівського садівничого товариства.

## Публікації
- Garbari, Fabio; Tomasi, Lucia Tongiorgi; Tosi, Alessandro (1991), Giardino dei semplici : l'Orto botanico di Pisa dal XVI al XX secolo (Italian) , Ospedaletto: Pacini, ISBN 978-88-7781-058-8
- Garbari, Fabio; Tomasi, Lucia Tongiorgi (2007), Flora : the Erbario miniato and other drawings, Paper museum of Cassiano dal Pozzo, Series B, Natural history, part 6, London: Royal Collection, ISBN 978-1-905375-20-2